# فرودگاه برانگبیی
فرودگاه برانگبیی (به انگلیسی: Brangbiji Airport) یک فرودگاه همگانی با کد یاتا SWQ است که یک باند فرود آسفالت دارد و طول باند آن ۱۴۵۰ متر است. این فرودگاه در کشور اندونزی قرار دارد و در ارتفاع ۵٫۷۹ متری از سطح دریا واقع شده‌است.